# Alter Friedhof Rüggeberg

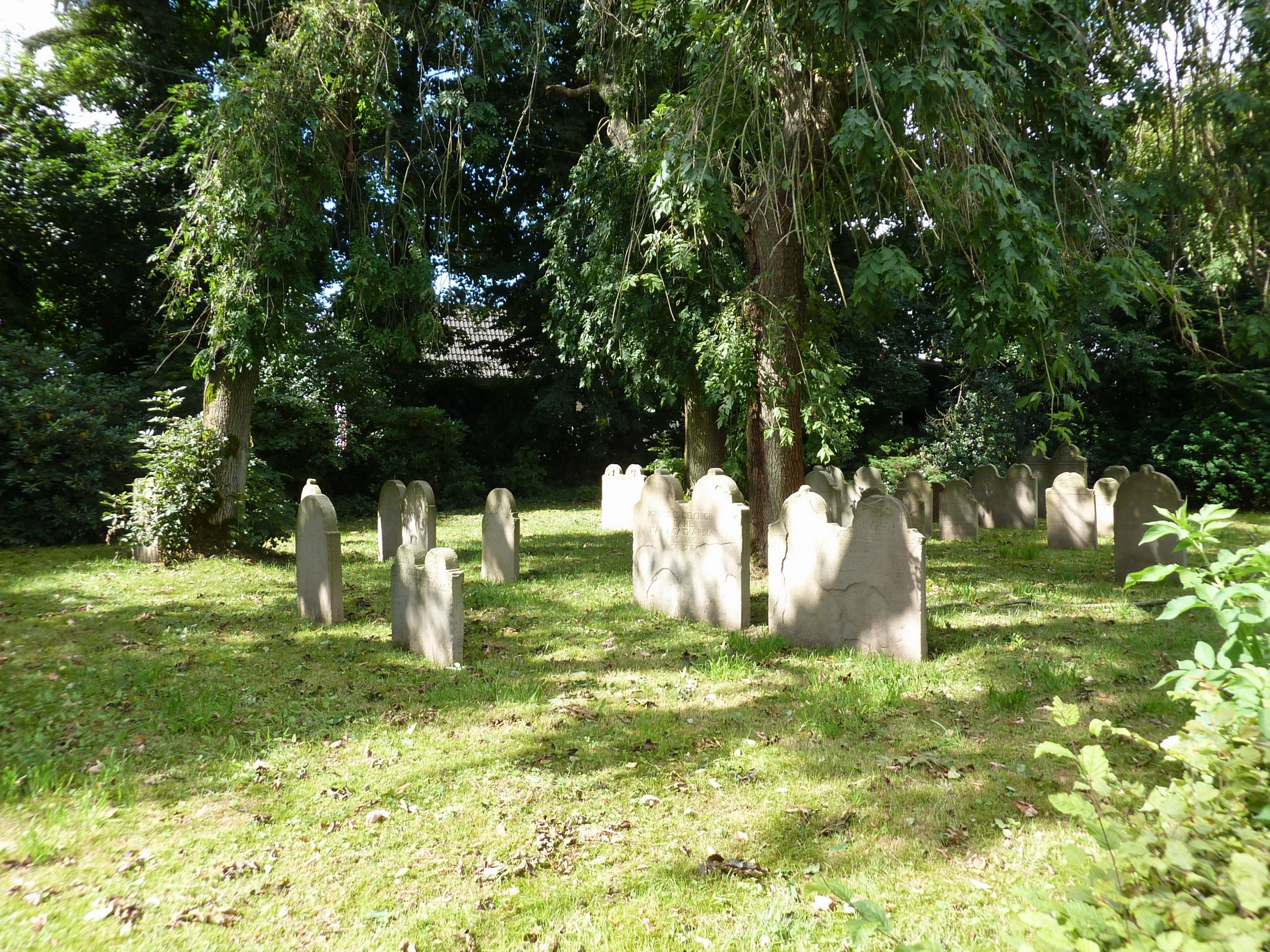
Alter Friedhof in Rüggeberg

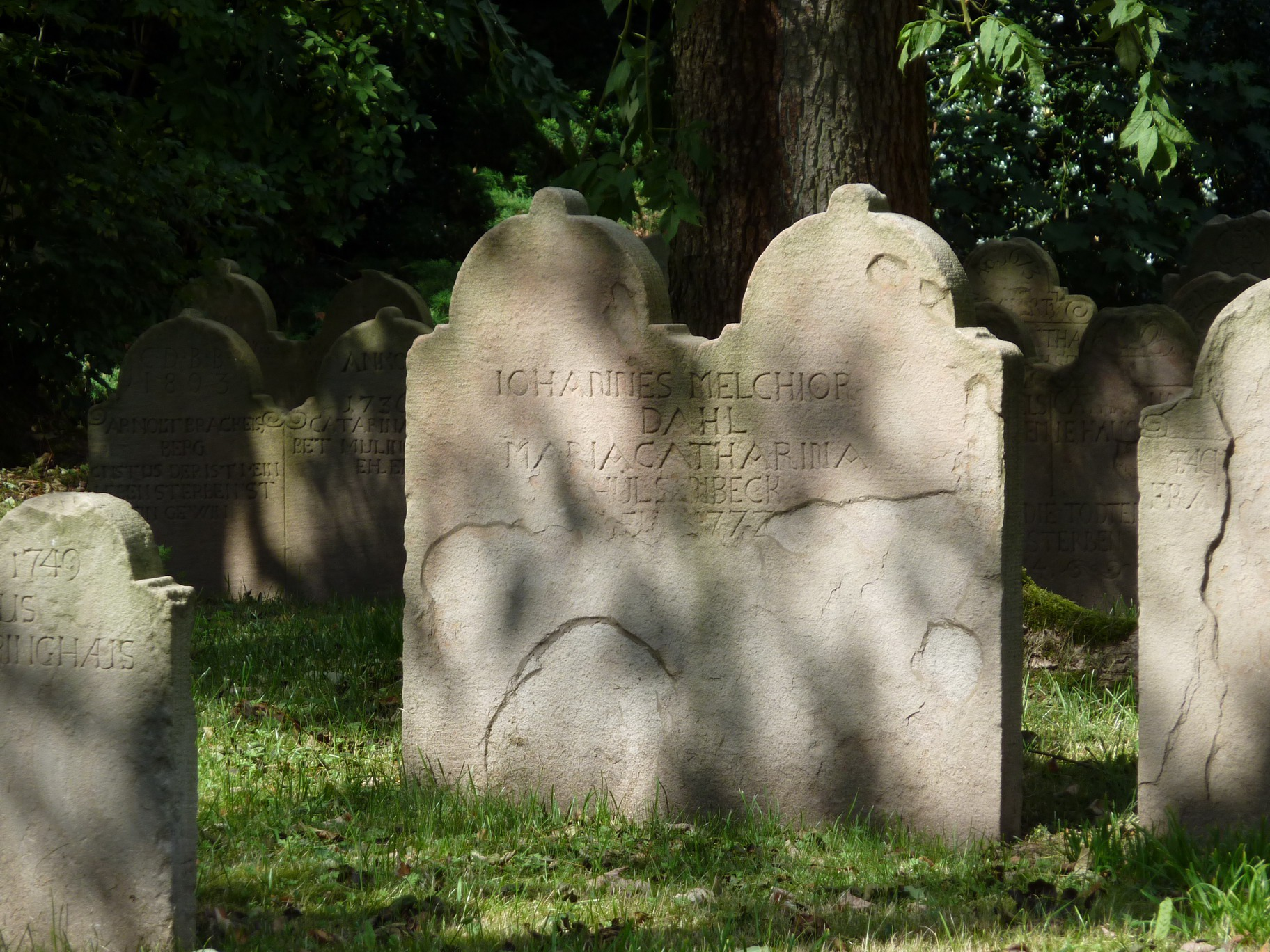
Grabstein

Der Alte Friedhof im Ennepetaler Ortsteil Rüggeberg ist ein als Baudenkmal geschützter Friedhof.

## Beschreibung
Der an der Hesterberger Straße am Ortsausgang von Rüggeberg gelegene Friedhof wurde von einem Franz Hesterberg der 1798 gegründeten evangelischen Kirchengemeinde Rüggeberg gestiftet. Das Gräberfeld umfasste ursprünglich 15 Reihen, von denen heute noch sieben erhalten sind. Der Friedhof wird von einer Hecke umfriedet und besitzt einen alten Baumbestand.
Die plattenförmigen Grabsteine in Stelenform mit Rundbogenabschluss und sparsamen Ornament sind überwiegend aus Ruhrsandstein gearbeitet. Teilweise sind sie in Form von stilisierten Engelsköpfen gestaltet. Die älteste Grablege datiert laut Inschrift aus dem Jahr 1663. Somit ist der Friedhof die älteste Anlage ihre Art im Stadtgebiet.
Unmittelbar benachbart ist der ebenfalls denkmalgeschützte und hierhin translozierte Rüggeberger Kornkasten.